# Beregszászi Mózes
Beregszászi Mózes (1700–1772 előtt) református lelkész.

## Élete
Középiskoláit Kolozsváron és Nagyenyeden végezte, majd 1728. november 9-étől a leideni egyetemen, 1731. augusztus 17-étől a franekeri egyetemen tanult teológiát. Hazájába visszatérvén 1739 körül Désen lett lelkész, 1757-től pedig ugyanott esperesi tisztséget töltött be.

## Munkái
- Dissertatio philologico-theologica de peccato in spiritum sanctum. Lugdun. Batav., 1731.
- Megbecsülhetetlen drága köntös. Kolozsvár, 1758. (Fekete Sámuel özvegye gr. Toldalagi Erzsébet fölött mondott halotti beszéd.)
- Az isteni gondviselésnek hegye. Uo. 1761. (Tisza László fölött mondott gyászbeszéd.)
- Barátságos és atyafiságos, szives és nem szives szeretetnek aczél tüköre. Uo. 1763. (Atzél Gábor utolsó tisztessége alkalmával.)
- Aminadversiones in Horatii Tursellini Romani Historiarum ab orig. mundi usque ad annum 1598. epitome libri X. (Az Országos Széchényi Könyvtár kézirattárában. 4r 268 levél.)